# العلاقات المالديفية الليبية
العلاقات المالديفية الليبية هي العلاقات الثنائية التي تجمع بين المالديف وليبيا.

## مقارنة بين البلدين
هذه مقارنة عامة ومرجعية للدولتين:
| وجه المقارنة                                              | المالديف       | ليبيا                                       |
| --------------------------------------------------------- | -------------- | ------------------------------------------- |
| المساحة (كم2)                                             | 298            | 1.76 مليون                                  |
| عدد السكان (نسمة)                                         | 436.33 ألف     | 6.37 مليون                                  |
| الكثافة السكانية (ن./كم²)                                 | 146.42 ألف     | 3.62                                        |
| العاصمة                                                   | ماليه          | طرابلس                                      |
| اللغة الرسمية                                             | اللغة الديفهي  | اللغة العربية، اللغة العربية الفصحى الحديثة |
| العملة                                                    | روفيه مالديفية | دينار ليبي                                  |
| الناتج المحلي الإجمالي (بليون دولار)                      | 4.60 مليار     | 50.98 مليار                                 |
| الناتج المحلي الإجمالي (تعادل القوة الشرائية) بليون دولار | 5.23 مليار     | 69.32 مليار                                 |
| الناتج المحلي الإجمالي الاسمي للفرد دولار أمريكي          | 8.39 ألف       |                                             |
| الناتج المحلي الإجمالي للفرد دولار أمريكي                 | 12.53 ألف      | 15.60 ألف                                   |
| مؤشر التنمية البشرية                                      | 0.706          | 0.724                                       |
| رمز المكالمات الدولي                                      | +960           | +218                                        |
| رمز الإنترنت                                              | .mv            | .ly                                         |
| المنطقة الزمنية                                           | ت ع م+05:00    | ت ع م+02:00، توقيت شرق أوروبا               |

## منظمات دولية مشتركة
يشترك البلدان في عضوية مجموعة من المنظمات الدولية، منها:
| علم المنظمة | اسم المنظمة                        | تاريخ انضمام المالديف | تاريخ انضمام ليبيا |
| ----------- | ---------------------------------- | --------------------- | ------------------ |
|             | مؤسسة التنمية الدولية              | 13 يناير 1978         | 1 أغسطس 1961       |
|             | يونسكو                             | 18 يوليو 1980         | 27 يونيو 1953      |
|             | وكالة ضمان الاستثمار متعدد الأطراف | 19 مايو 2005          | 5 أبريل 1993       |
|             | الأمم المتحدة                      | 21 سبتمبر 1965        | 14 ديسمبر 1955     |
|             | الاتحاد البريدي العالمي            | ?                     | ?                  |
|             | البنك الدولي للإنشاء والتعمير      | 13 يناير 1978         | 17 سبتمبر 1958     |
|             | منظمة التعاون الإسلامي             | ?                     | ?                  |
|             | منظمة حظر الأسلحة الكيميائية       | ?                     | ?                  |
|             | مؤسسة التمويل الدولية              | 2 فبراير 1983         | 18 سبتمبر 1958     |
|             | الاتحاد الدولي للاتصالات           | 28 فبراير 1967        | 3 فبراير 1953      |
|             | منظمة الشرطة الجنائية الدولية      | ?                     | ?                  |

## وصلات خارجية
- موقع وزارة الخارجية المالديفية
- موقع وزارة الخارجية الليبية